# بيريجرينا (مسلسل)
مسلسل مكسيكي مدبلج إلى اللغة العربية يعرض لأول مرة في الشرق الأوسط عبر قناة دوزيم 2M . قصص حب وغرام وانتقام يعلجها المسلسل المكسيكي الجديد من بطولة الممتلة المكسيكية افريكا سافالا في دور بيريجرينا وهذا المسلسل هو نسخة عن مسلسل كاسندرا.

## القصة
تواجه عائلة رجل الأعمال إليسو مأساة حزينة، فقد أصيبت ابنته مارسيلا بمرض لا أمل في الشفاء منه، وفارقت الحياة وهي تضع طفلتها أثناء عملية الولادة.
وجدت فيكتوريا، زوجة إليسو الثانية، ووالدة التوأمين هانيبال ورودولفو، في المولودة الجديدة خطرا على ابنها المفضل هانيبال الذي قد تكون هذه المولودة سببا في حرمانه من الميراث، وعندما علمت فيكتوريا أن سابيبا عرافة سيرك المدينة قد أنجبت طفلة لم يكتب لها أن ترى النور، قامت باستبدال الطفلتين دون أن يعلم أحد بذلك.
مضت السنين، وكبرت بريجرينا، وذات يوم، قام رودولفو بزيارة للسيرك، وهناك التقى بابنة العرافة يريجرينا، ووقع في حبها، وقد لاحظ الشبه الكبير بينها وبين ابنه والده بالتبني إليسو، ولتخوفه من أن تكرهها والدته، قرر السفر في محاولة لابتعاد عن بريجرينا ونسيانها.
قصدت برجرينا منزل إليسو للبحث عن رودولفو، وعندما رأتها أنجليكا شقيقة والدتها، لاحظت بدورها الشبة الكبير... أما فكتوريا فقد خافت أن يكتشف إلسيو الحقيقة، فرسمت خطة مع ابنها هانيبال بعد أن باحت له بكل شيء، وطلبت منه أن يتزوج بريجرينا لضمان الإرث...
وبعد الزواج، اكتشفت بريجرينا أن هانيبال خدعها هو وصديقته ابيجيل، هذه الأخيرة قتلته عن طريق الخطأ، لتتهم بريجرينا بارتكاب الجريمة، وحتى رودولفو الذي أحبها، صدق ما قيل له، وتحول حبه إلى حقد فيها... فهل يتم اكتشاف الحقيقة، وكيف؟.

## البث
| الدولة | القناة الباثة | التاريخ | الرابط على القناة |
| ------ | ------------- | ------- | ----------------- |
| المغرب | دوزيم         | 2009    | دوزيم             |
|        |               |         |                   |
|        |               |         |                   |

## الابطال
- Africa Zavala بدور PEREGRINA

جميلة بريئة لكن في نفس الوقت شجاعة في سبيل الحب وقادرة على هجر
. كل شيء منحها الآمان ومحاربة العالم القاسي الذي يعاديها
- RODOLFO بدور Eduardo Capetillo

غني جذاب مشاعره نبيلة عيبه الكبير لا يعرف أن يسامح وحقود
. يحب ويكره في نفس الوقت
- Africa Zavala بدور MARISELA

شابة ضعيفة حساسة حلم حياتها أن تصبح أماً.
- Eduardo Capetillo بدور ANÍBAL

Rodolfo بالرغم من أن مظهرهما متطابق لكنه على العكس من
. كلياً, طموح زير نساء بدون مشار أو أحاسيس

## وصلات خارجية
- بيريجرينا على موقع IMDb (الإنجليزية)
- بيريجرينا على موقع كينوبويسك (الروسية)
- بيريجرينا على موقع قاعدة بيانات الفيلم (الإنجليزية)